# صموئيل روبنسون
صموئيل روبنسون (بالإنجليزية: Samuel Robinson)‏ هو سياسي أمريكي، ولد في 15 أغسطس 1738 في الولايات المتحدة، وتوفي في 3 مايو 1813. انتخب عضو مجلس نواب فيرمونت.